# Ciry-Salsogne
Ciry-Salsogne est une commune française située dans le département de l'Aisne en région Hauts-de-France.

## Géographie

### Communes limitrophes

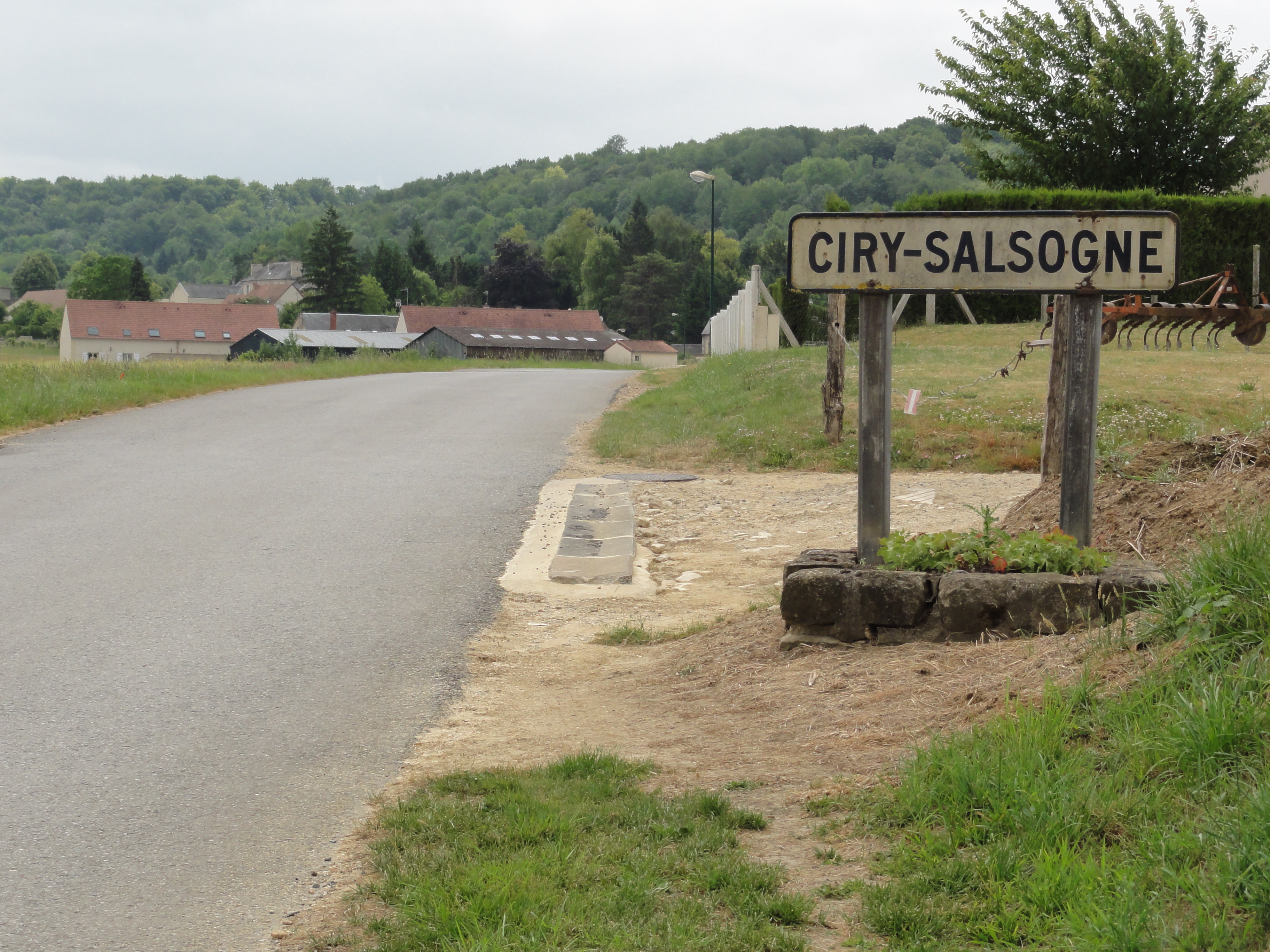
Entrée de Ciry-Salsogne.
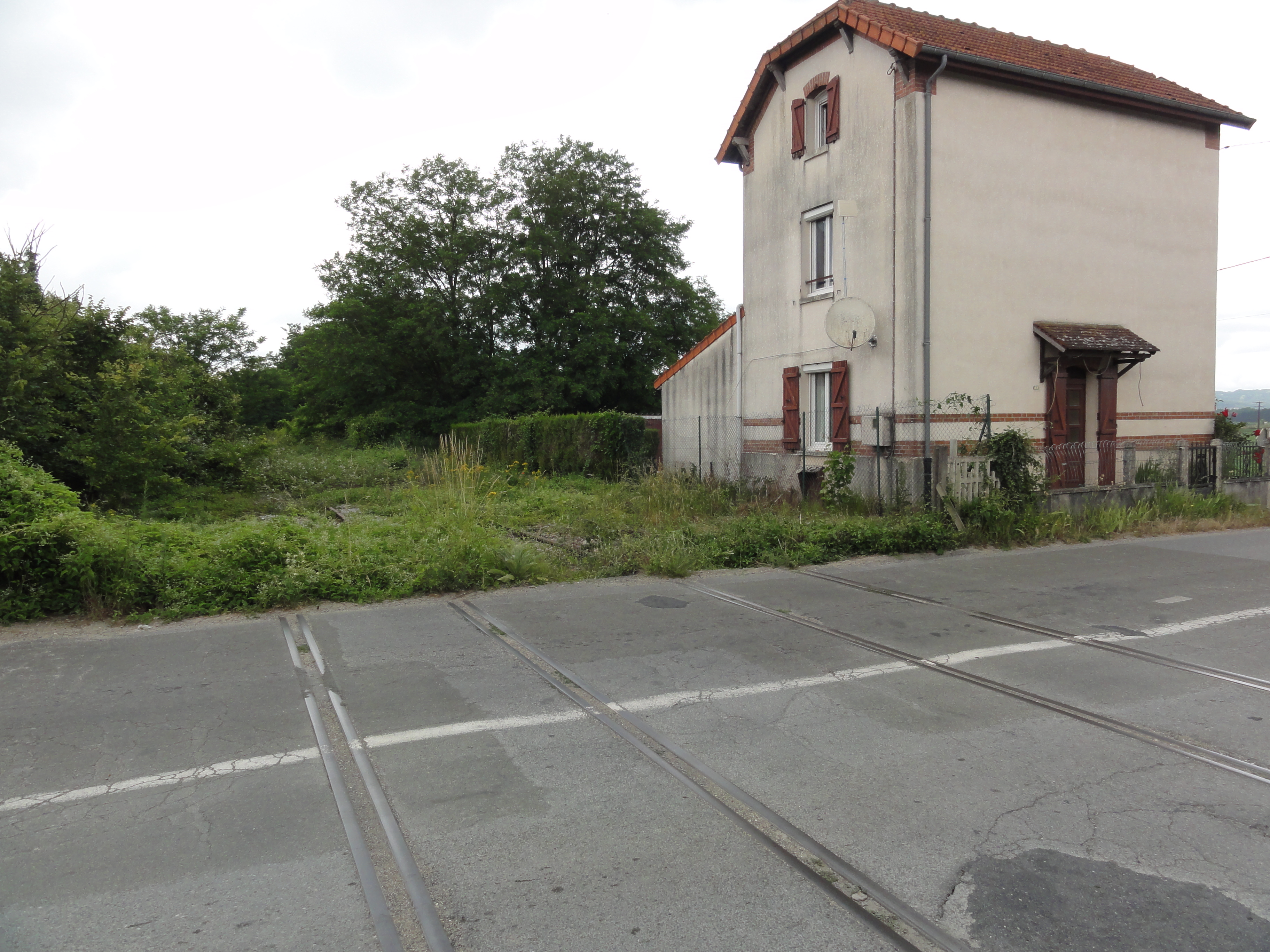
L'ancienne voie ferrée.
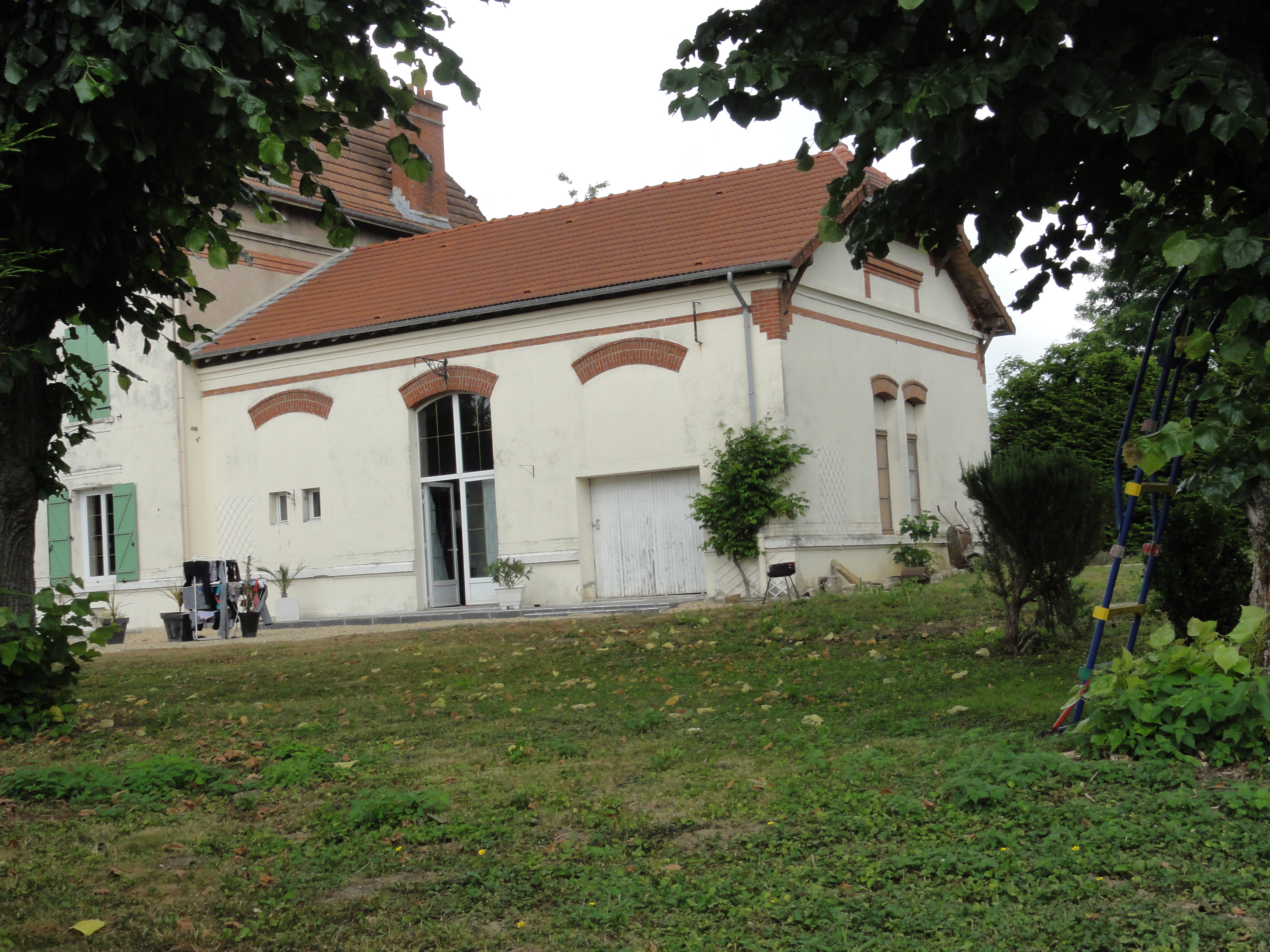
L'ancienne gare.

### Hydrographie

#### Réseau hydrographique
La commune est située dans le bassin Seine-Normandie. Elle est drainée par la Vesle, l'Aisne, le ruisseau de Saint-Jean et divers bras de la Vesle,,.
La Vesle, d'une longueur de 139 km, prend sa source dans la commune de Somme-Vesle et se jette  dans l'Aisne sur la commune, après avoir traversé 52 communes.
L'Aisne est un  cours d'eau naturel navigable de 256 km de longueur, traversant les cinq départements Meuse, Marne, Ardennes, Aisne, Oise. Elle est un affluent de rive gauche de l'Oise, ce qui fait d'elle un sous-affluent de la Seine.

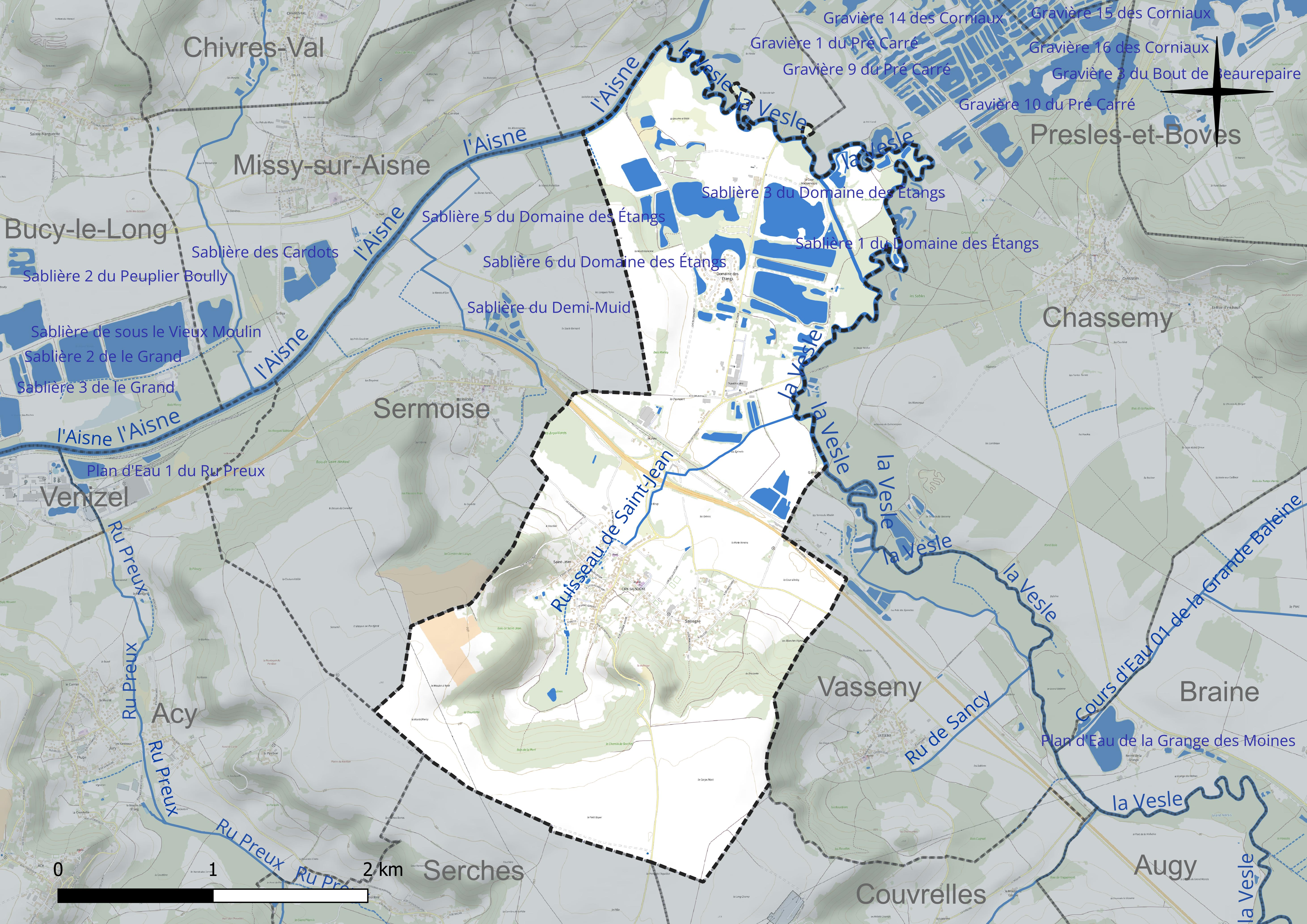
Réseau hydrographique de Ciry-Salsogne.

Six plans d'eau complètent le réseau hydrographique : la sablière 1 du Domaine des étangs (5,3 ha), la sablière 3 du Domaine des étangs (6,5 ha), la sablière 5 du Domaine des étangs (3 ha), la sablière 6 du Domaine des étangs (2,9 ha), la sablière 7 du Domaine des étangs (2,4 ha) et la sablière 8 du Domaine des étangs (8,4 ha),.

#### Gestion et qualité des eaux
Le territoire communal est couvert par le schéma d'aménagement et de gestion des eaux (SAGE) « Aisne Vesle Suippe ». Ce document de planification, dont le territoire s'étend sur 3 096 km2 répartis sur trois départements (Aisne, Marne et Ardennes) et deux régions (Champagne-Ardenne et Picardie), a été approuvé le 16 décembre 2013. La structure porteuse de l'élaboration et de la mise en œuvre est le Syndicat d'aménagement des bassins Aisne Vesle Suippe (SIABAVES).
La qualité des cours d'eau peut être consultée sur un site dédié géré par les agences de l'eau et l'Agence française pour la biodiversité.

### Climat
Pour des articles plus généraux, voir Climat des Hauts-de-France et Climat de l'Aisne.
En 2010, le climat de la commune est de type climat océanique dégradé des plaines du Centre et du Nord, selon une étude du CNRS s'appuyant sur une série de données couvrant la période 1971-2000. En 2020, Météo-France publie une typologie des climats de la France métropolitaine dans laquelle la commune est exposée à un climat océanique altéré et est dans la région climatique Nord-est du bassin Parisien, caractérisée par un ensoleillement médiocre, une pluviométrie moyenne régulièrement répartie au cours de l'année et un hiver froid (3 °C).
Pour la période 1971-2000, la température annuelle moyenne est de 10,6 °C, avec une amplitude thermique annuelle de 15,2 °C. Le cumul annuel moyen de précipitations est de 719 mm, avec 12,1 jours de précipitations en janvier et 8,8 jours en juillet. Pour la période 1991-2020, la température moyenne annuelle observée sur la station météorologique la plus proche, située sur la commune de Braine à 6 km à vol d'oiseau, est de 11,3 °C et le cumul annuel moyen de précipitations est de 662,7 mm,. Pour l'avenir, les paramètres climatiques de la commune estimés pour 2050 selon différents scénarios d'émission de gaz à effet de serre sont consultables sur un site dédié publié par Météo-France en novembre 2022.

## Urbanisme

### Typologie
Au 1er janvier 2024, Ciry-Salsogne est catégorisée commune rurale à habitat dispersé, selon la nouvelle grille communale de densité à 7 niveaux définie par l'Insee en 2022.
Elle est située hors unité urbaine. Par ailleurs la commune fait partie de l'aire d'attraction de Soissons, dont elle est une commune de la couronne,. Cette aire, qui regroupe 92 communes, est catégorisée dans les aires de 50 000 à moins de 200 000 habitants,.

### Occupation des sols
L'occupation des sols de la commune, telle qu'elle ressort de la base de données européenne d'occupation biophysique des sols Corine Land Cover (CLC), est marquée par l'importance des territoires agricoles (56,8 % en 2018), en diminution par rapport à 1990 (63,8 %). La répartition détaillée en 2018 est la suivante : 
terres arables (50,5 %), forêts (18,6 %), eaux continentales (9,6 %), zones industrielles ou commerciales et réseaux de communication (9 %), zones agricoles hétérogènes (5,7 %), zones urbanisées (4,6 %), mines, décharges et chantiers (1,3 %), prairies (0,7 %).
L'évolution de l'occupation des sols de la commune et de ses infrastructures peut être observée sur les différentes représentations cartographiques du territoire : la carte de Cassini (XVIIIe siècle), la carte d'état-major (1820-1866) et les cartes ou photos aériennes de l'IGN pour la période actuelle (1950 à aujourd'hui).

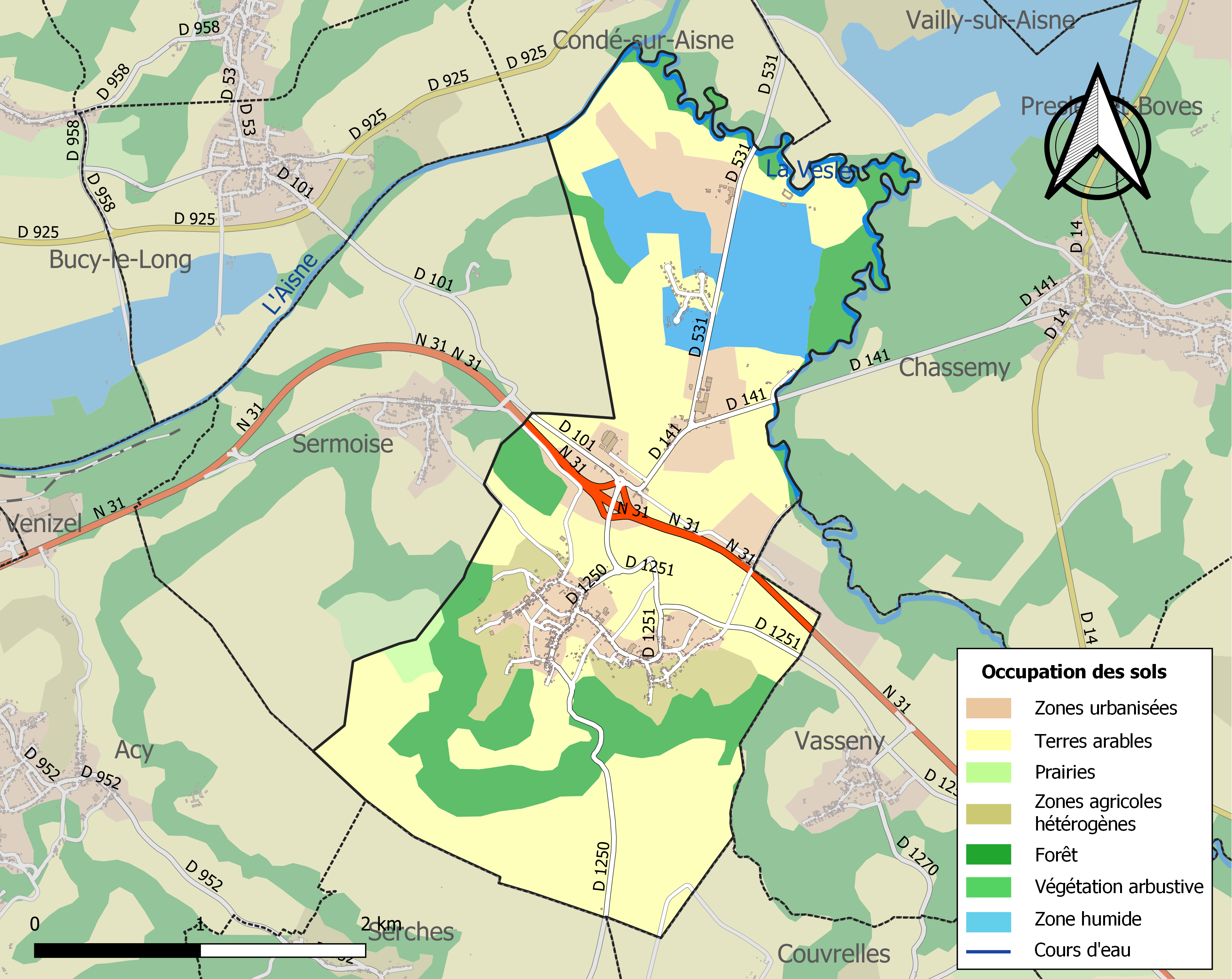
Carte des infrastructures et de l'occupation des sols de la commune en 2018 (CLC).

## Toponymie
Ciry est attesté sous les formes Ciri (1212) ; Ciriacum (1222) ; Cyriacus (1223) ; In territorio et villa de Cyri (1239) ; Cyry (1267) ; Cyriacus (1278) ; Syry (1405) ; Siry (1464).
Salsogne, ancien hameau de la commune, est attesté sous les formes Chalessoigne (1267) ; Chaleconne (1278) ; Salsongne (1563) ; Salsongnes (1573) ; Sallesongne (XVIe siècle).

## Histoire
Protohistoire :
Des traces d'habitat protohistorique ont été mis en évidence au lieu-dit la Haute-Garenne, pendant l'âge du bronze et le Hallstatt à la Bouche-à-Vesle avec plus de soixante dix bâtiments et fosses.

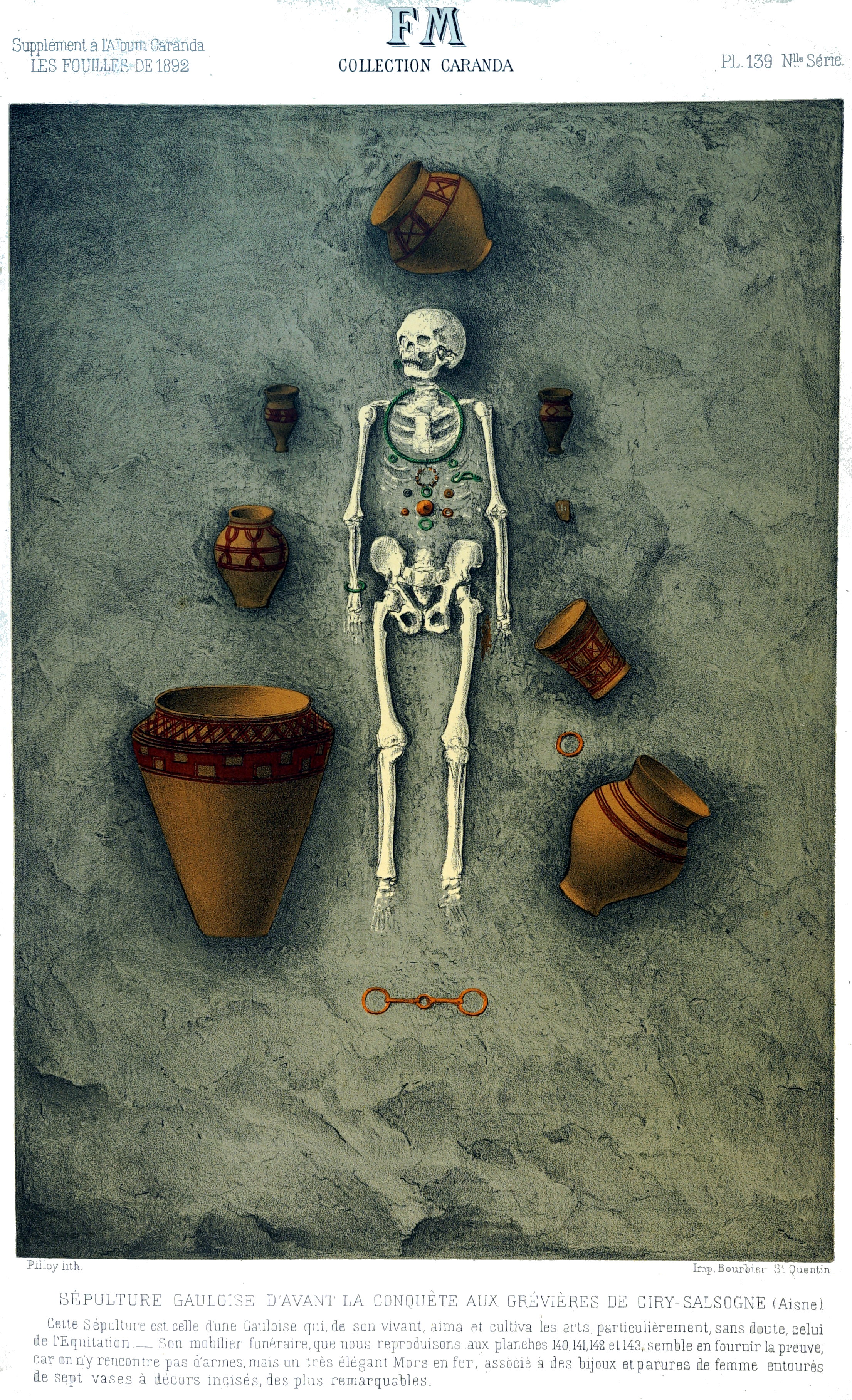
Sépultures
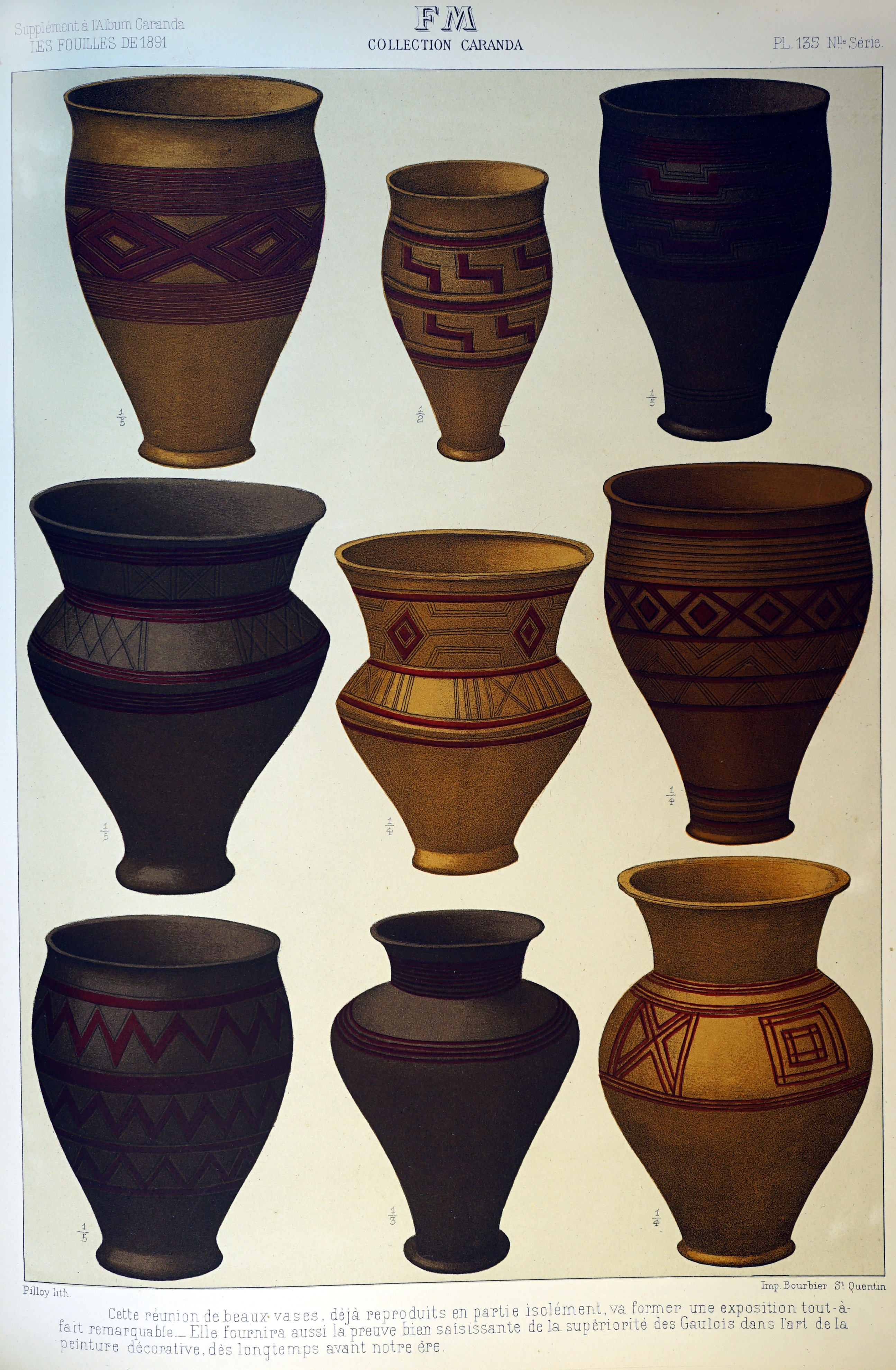
fouillées par
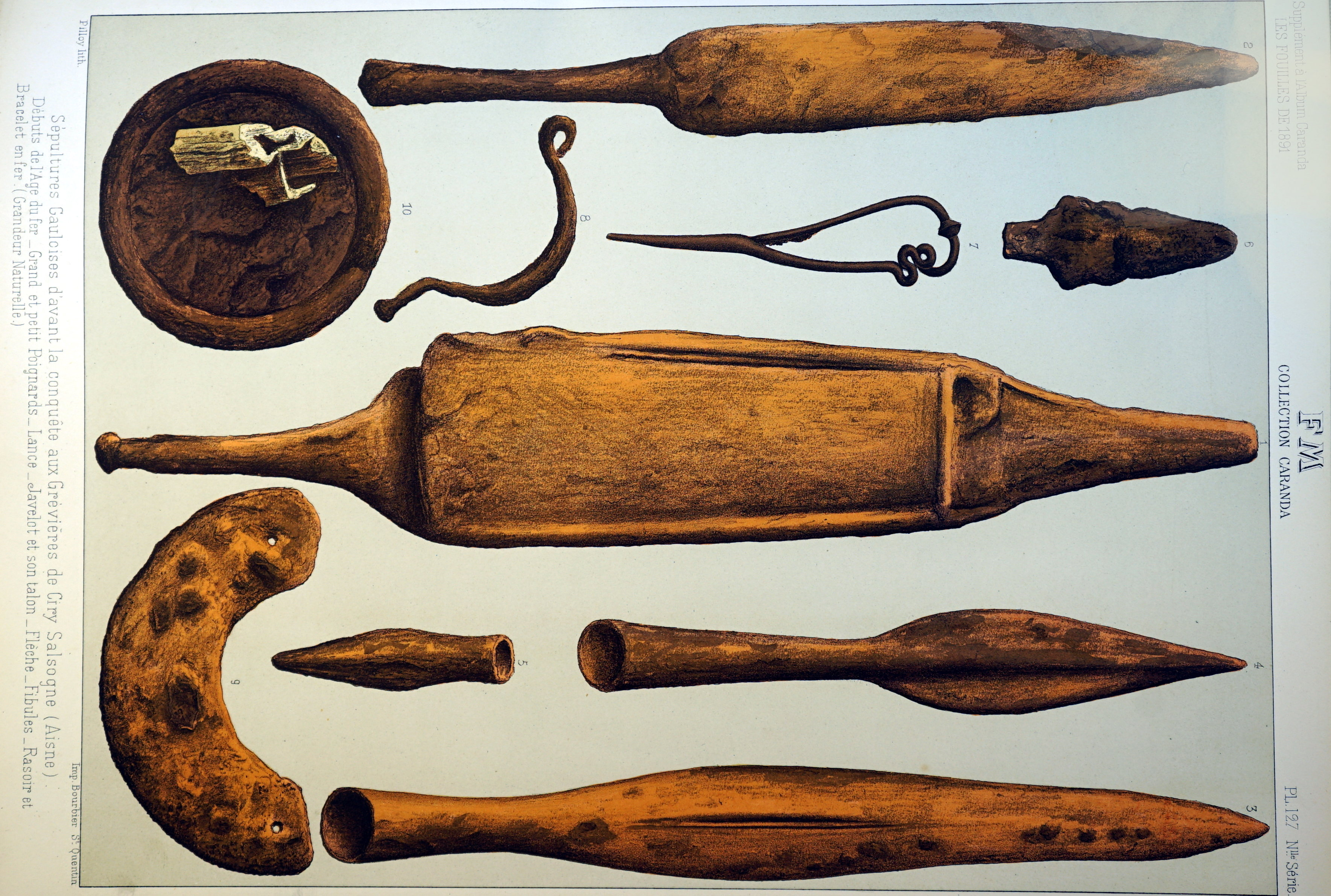
F. Moreau, fin XIXe siècle.

Antiquité Gallo-Romaine
Au Champ-Part a été mis au jour une villa gallo-romaine lors de la construction de la gare en 1844. Les historiens du XIXe siècle voyaient le passage de l'Aisne par la chaussée Brunehaut ou voie romaine Soissons - Reims au Vieux-pont. 

## Politique et administration

### Découpage territorial
La commune de Ciry-Salsogne est membre de la communauté de communes du Val de l'Aisne, un établissement public de coopération intercommunale (EPCI) à fiscalité propre créé le 28 décembre 1994 dont le siège est à Presles-et-Boves. Ce dernier est par ailleurs membre d'autres groupements intercommunaux.
Sur le plan administratif, elle est rattachée à l'arrondissement de Soissons, au département de l'Aisne et à la région Hauts-de-France. Sur le plan électoral, elle dépend du  canton de Fère-en-Tardenois pour l'élection des conseillers départementaux, depuis le redécoupage cantonal de 2014 entré en vigueur en 2015, et de la cinquième circonscription de l'Aisne  pour les élections législatives, depuis le dernier découpage électoral de 2010.

### Administration municipale
| Période                                  | Période                   | Identité               | Étiquette | Qualité                                 |
| ---------------------------------------- | ------------------------- | ---------------------- | --------- | --------------------------------------- |
| Les données manquantes sont à compléter. |                           |                        |           |                                         |
|                                          |                           | M. de Pompery († 1873) |           |                                         |
| avant 1874                               | 1875                      | Michel                 |           |                                         |
| Les données manquantes sont à compléter. |                           |                        |           |                                         |
| mars 2001                                | mars 2008                 | Jean Senechal          |           |                                         |
| mars 2008                                | mai 2020                  | Jean-Pierre Sosson     | DVD       | Retraité Réélu pour le mandat 2014-2020 |
| mai 2020                                 | En cours (au 24 mai 2020) | Dominique Kaniewski    |           | Ancien cadre                            |

## Démographie
L'évolution du nombre d'habitants est connue à travers les recensements de la population effectués dans la commune depuis 1793. Pour les communes de moins de 10 000 habitants, une enquête de recensement portant sur toute la population est réalisée tous les cinq ans, les populations de référence des années intermédiaires étant quant à elles estimées par interpolation ou extrapolation. Pour la commune, le premier recensement exhaustif entrant dans le cadre du nouveau dispositif a été réalisé en 2005.

En 2022, la commune comptait 892 habitants, en évolution de −3,46 % par rapport à 2016 (Aisne : −1,97 %, France hors Mayotte : +2,11 %).
| 1793 | 1800 | 1806 | 1821 | 1831 | 1836 | 1841 | 1846 | 1851 |
| ---- | ---- | ---- | ---- | ---- | ---- | ---- | ---- | ---- |
| 499  | 579  | 577  | 557  | 566  | 579  | 635  | 628  | 614  |

| 1856 | 1861 | 1866 | 1872 | 1876 | 1881 | 1886 | 1891 | 1896 |
| ---- | ---- | ---- | ---- | ---- | ---- | ---- | ---- | ---- |
| 592  | 576  | 557  | 554  | 543  | 562  | 566  | 510  | 487  |

| 1901 | 1906 | 1911 | 1921 | 1926 | 1931 | 1936 | 1946 | 1954 |
| ---- | ---- | ---- | ---- | ---- | ---- | ---- | ---- | ---- |
| 512  | 541  | 566  | 342  | 506  | 511  | 465  | 429  | 456  |

| 1962 | 1968 | 1975 | 1982 | 1990 | 1999 | 2005 | 2006 | 2010 |
| ---- | ---- | ---- | ---- | ---- | ---- | ---- | ---- | ---- |
| 508  | 464  | 483  | 535  | 629  | 649  | 794  | 808  | 842  |

| 2015 | 2020 | 2022 | - | - | - | - | - | - |
| ---- | ---- | ---- | - | - | - | - | - | - |
| 918  | 900  | 892  | - | - | - | - | - | - |

## Culture locale et patrimoine

### Lieux et monuments
- Église Saint-Martin : on y trouve une statue dont la silhouette a servi de modèle au Christ Corcovado qui domine la baie de Rio. Les deux statues ont le même sculpteur, Paul Landowski. L'église Saint-Martin détruite pendant la Première Guerre mondiale, fin août 1918, a été reconstruite entre 1922 et 1926 par l'architecte Edouard Monestès (1885-1944)[32]. Il était un ami du sculpteur Paul Landowski[33]. La maquette finale de 1925 du Christ de Corcovado a été offerte en 1926 par Paul Landowski pour la bénédiction de l'édifice alors que la construction de la statue du Christ de Rio débutait. Le Christ de Corcovado est le résultat d'un projet imaginé en 1922, à la demande de l'archevêque de Rio, Don Sebastião Leme da Silveira Cintra, par l'architecte et ingénieur Heitor da Silva Costa. Son projet ayant été critiqué, Silva Costa avait demandé à Paul Landowski de proposer un projet[34],[35].
- Chapelle Saint-Jean, avec son clocher-mur.
- Monument aux morts.
- Croix de chemin.
- Les ruines du château de Ciry-Salsogne.

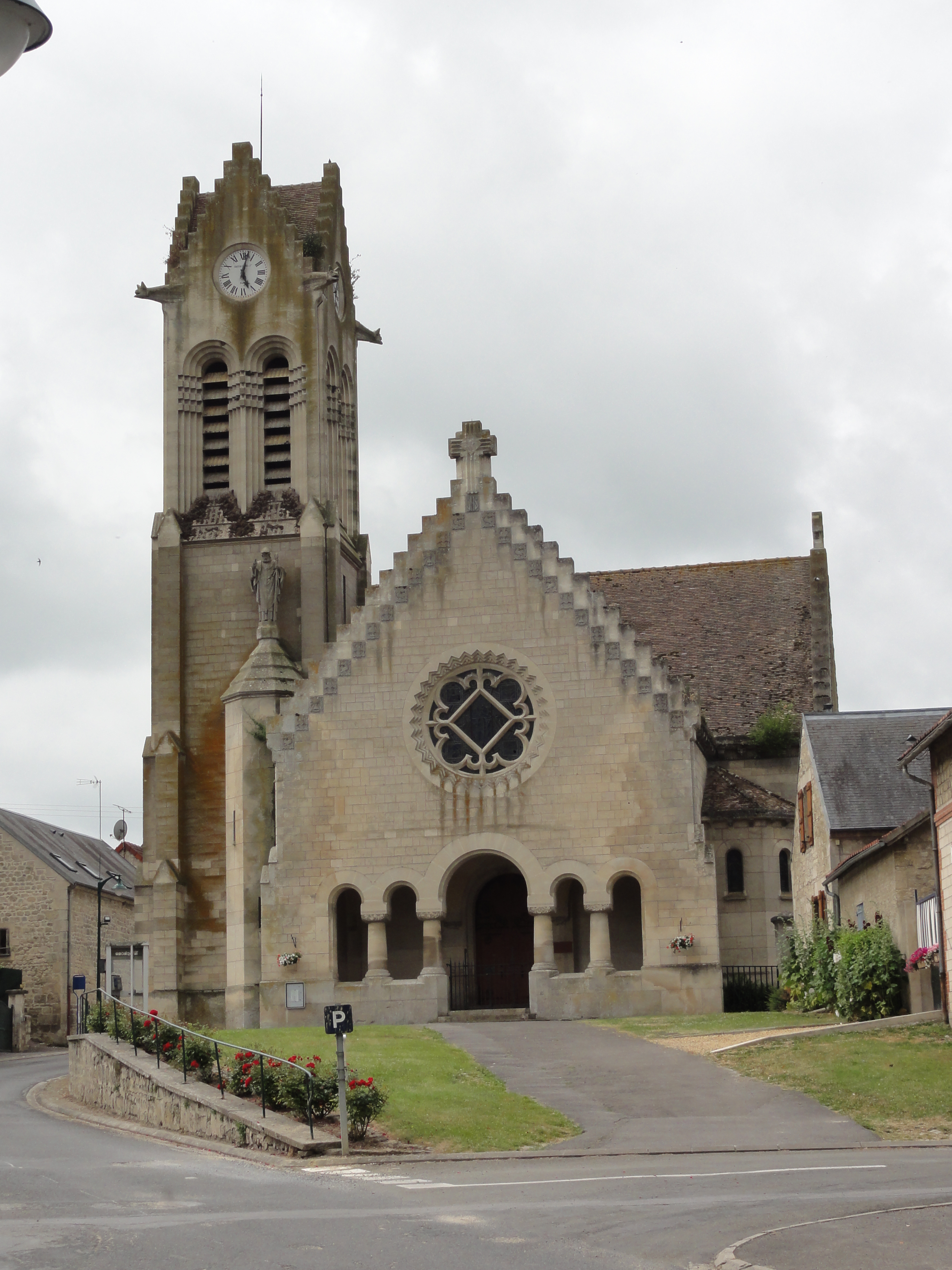
Église Saint-Martin.
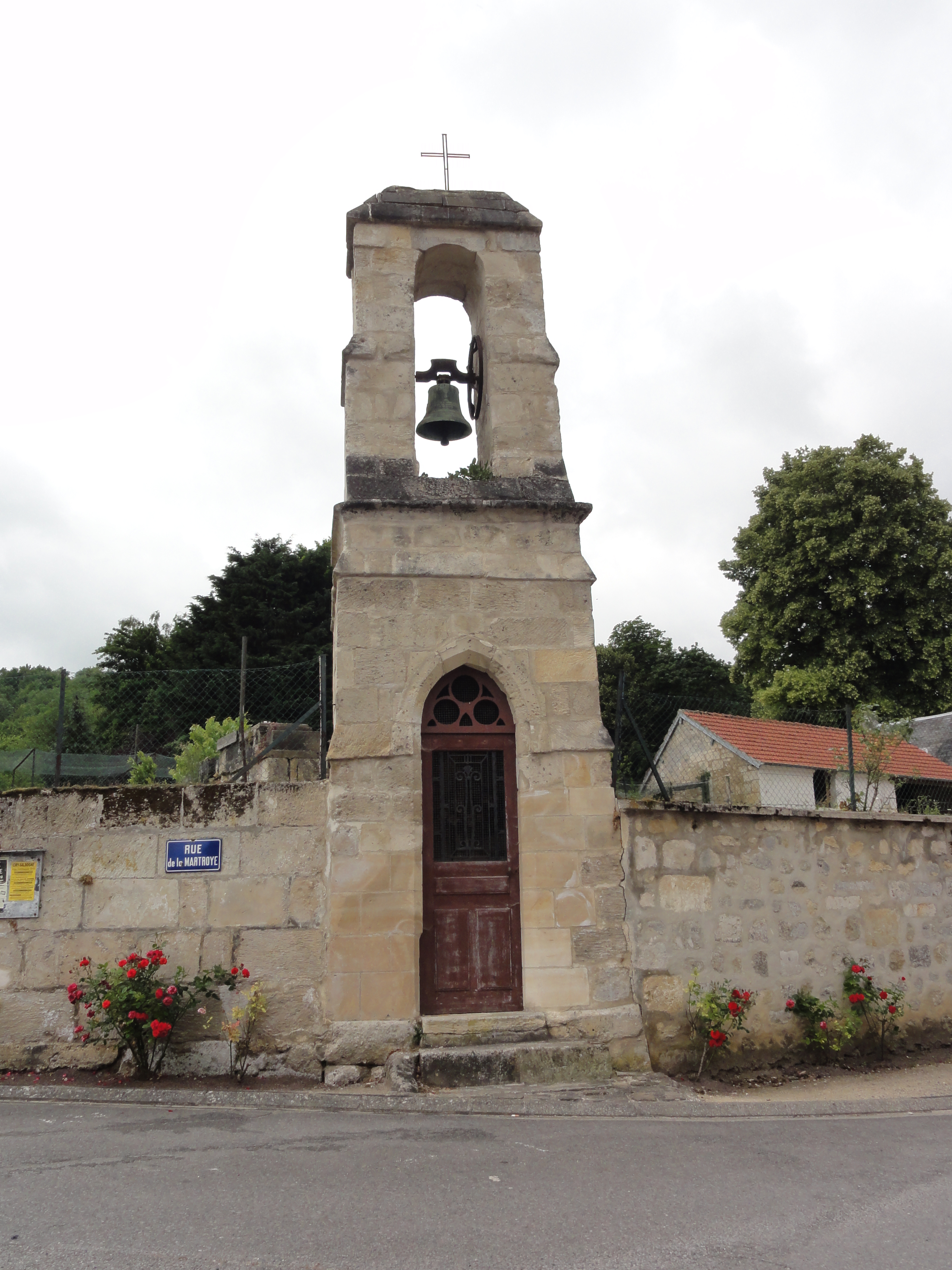
Chapelle Saint-Jean.
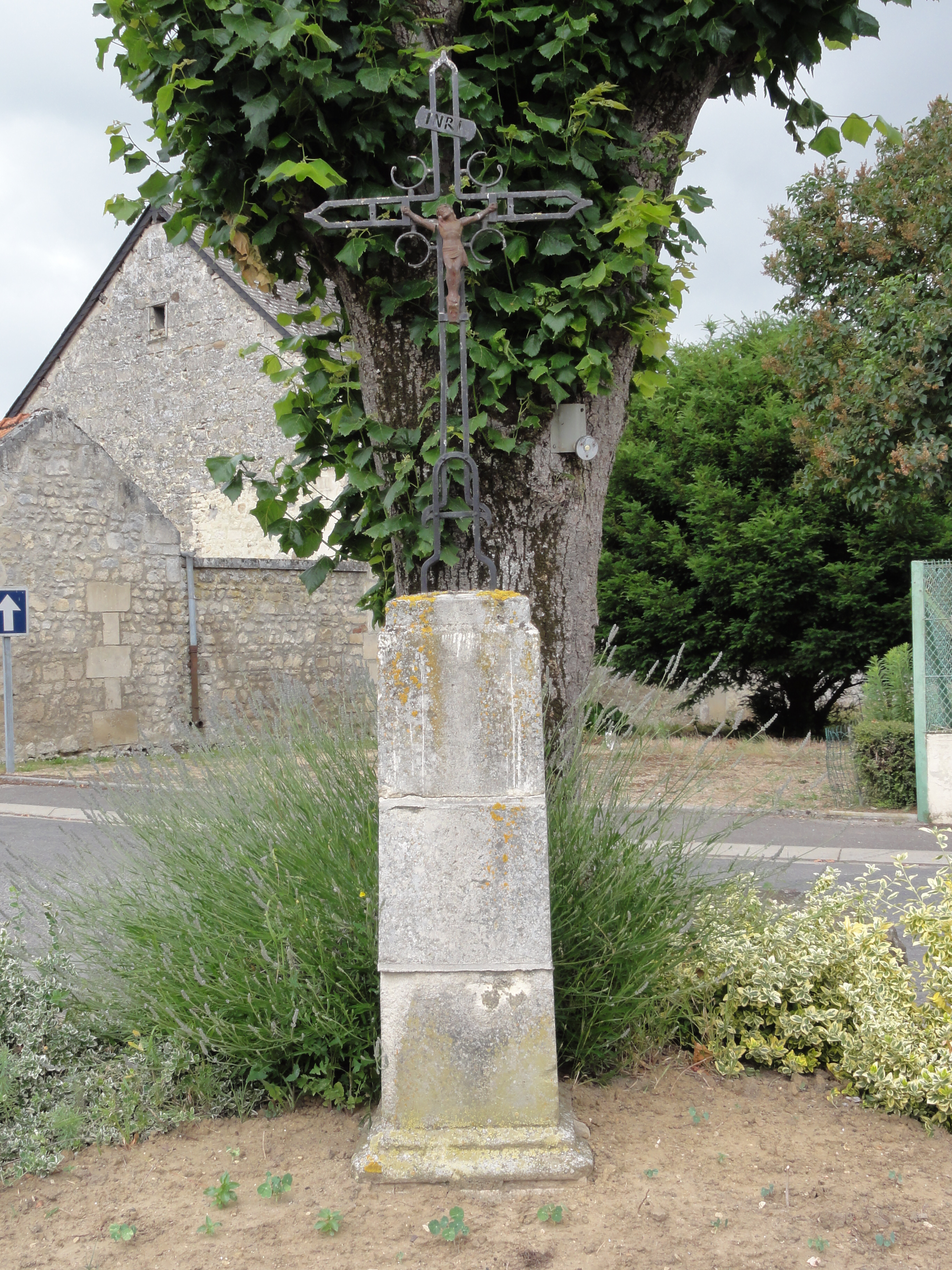
Croix de chemin.

### Personnalités liées à la commune
- André Jean Henri Charpentier (1717-1791), magistrat, lieutenant général au bailliage de Soissons de 1772 à 1789, directeur de l'Académie de Soissons, décédé dans sa propriété de Ciry-Salsogne le 27 mai 1791[36].
- Antoine François Nicolas de Pompery (1795-1873) : ancien maire de Ciry-Salsogne, fut un des hommes les plus entreprenants du canton de Braine. Après avoir essayé des barrages d'irrigation sur la Vesle, dans la vue d'augmenter le produit des riches terres et des prairies qui sont situées dans cette région, il songea à créer une fabrique de sucre. Source : lavieremoise.free.fr

## Héraldique
| Blason de Ciry-Salsogne | Blason  | Deux blasons accolés : 1er d'or à quatre bandes de gueules, 2e) d'azur à la tour d'argent maçonnée de sable. |
| Blason de Ciry-Salsogne | Détails | Le statut officiel du blason reste à déterminer.                                                             |

## Pour approfondir